# Khāchek
Khāchek (persiska: خاچَك, Khāchak, خاچک) är en ort i Iran.   Den ligger i provinsen Mazandaran, i den norra delen av landet, 80 km norr om huvudstaden Teheran. Khāchek ligger 1 576 meter över havet och antalet invånare är 135.
Terrängen runt Khāchek är kuperad åt nordost, men åt sydväst är den bergig. Khāchek ligger nere i en dal.Runt Khāchek är det ganska glesbefolkat, med 39 invånare per kvadratkilometer. Närmaste större samhälle är Varāzān, 7,4 km sydost om Khāchek. Trakten runt Khāchek består i huvudsak av gräsmarker.